# Astragalus scabrisetus
Astragalus scabrisetus är en ärtväxtart som beskrevs av August Gustav Heinrich von Bongard. Astragalus scabrisetus ingår i släktet vedlar, och familjen ärtväxter. Inga underarter finns listade i Catalogue of Life.